# پی‌پی‌ال
پی‌پی‌ال (انگلیسی: PPL Corporation) شرکت برق آمریکایی است، که در سال ۱۹۲۰ تأسیس شد.